# Markabbinahalli, Basavana Bagevadi
Markabbinahalli là một làng thuộc tehsil Basavana Bagevadi, huyện Bijapur, bang Karnataka, Ấn Độ.